# WD-40
WD-40 је заштитни знак за пенетрирајући уљани спреј за одстрањивање воде. Спреј производи WD-40 компанија, базирана у Сан Дијегу (Калифорнија).

## Историја
Спреј WD-40 развио је 1953. године Норман Ларсен, оснивач енгл. Rocket Chemical Company, у Сан Дијегу (Калифорнија). Назив 'WD-40' настао је као скраћеница од енгл. Water Displacement, 40th formula – „одстрањивање воде, 40. формула”, што указује да је настао као Ларсенов 40. покушај да се направи овај производ. Спреј, који садржи разне угљоводонике, је био намењен компанији Convair за заштиту спољашњости, али још важније унутрашњих „балонских” резервоара са изузетно танким зидовима (резервоара без унутрашње потпоре, налик балону), интерконтиненталне балистичке ракете Атлас од рђе и корозије. Ови крхки резервоари за гориво били су направљени од нерђајућег челика, и када у њима није било ракетног горива морали су да буду напуњени азотом под притиском како се не би урушили под сопственом тежином. Тек касније је откривено да се WD-40 може користити у домаћинствима, тако да је постао доступан купцима у Сан Дијегу 1958. године.

## Функција
Дугорочни активни састојак спреја је неиспарљиво вискозно уље које остаје на површини на коју се наноси, обезбеђује подмазивање и заштиту од влаге. Ово уље разблажено је испарљивим угљоводоником како би се добила течност ниске вискозности која се може аеросолизовати како би зашла у пукотине. Угљоводоник затим испарава, и остаје само уље. За стварање притиска у канистеру раније се користио угљоводоник ниске молекулске масе, док се данас користи угљен-диоксид. Течност се под тим притиском избацује напоље, а након неког времена почиње да испарава.
Спреј се може користити како у комерцијалне сврхе, тако и у домаћинствима. Најчешће се користи за уклањање прљавштине и одвијање заглављених вијака. Може се користити и за зарђале катанце и браве, као и за одстрањивање влаге.

## Састав
Тачан састав WD-40 је пословна тајна. Како би се тајна сачувала, производ није патентиран 1953. године, и временски период у којем је могао да се патентира је одавно истекао. Главни састојци истакнути су на канистеру спреја који се продаје у САД, и то су:
- 50% „алифатичко једињење”[6]
- <25% нафтно уље
- 12–18% алфатички угљоводоник ниског напона паре
- 2–3% угљен-диоксид
- <10% инертни састојци.

Производ је изузетно запаљив и може доћи до иритације људске коже при честом узастопном излагању. Препоручује се да се при употреби спреја користе рукавице од нитрил гуме и заштитне наочаре. Такође се наводи да вода није адекватна за гашење када се WD-40 запали.
Часопис Wired је 2009. године објавио чланак у којем се наводи да је, након гасне хроматографије и масене спектрометрије, WD-40 отпоран на замрзавање.